# Холль, Элиас
Элиас Холль (нем. Elias Holl; 28 февраля 1573, Аугсбург — 6 января 1646, Аугсбург) — аугсбургский мастер-строитель эпохи немецкого Возрождения. В своей архитектуре Холль, в первую очередь, обращался к традициям северной Италии, сформированным Андреа Палладио.

## Биография
Элиас Холль родился в центре Аугсбурга, на Werbhausgasse 2. Он происходил из семьи строителей. Его отец Ганс Холль (1512—1594) рано обучал его . В 1596 году Элиас Холл сдал экзамен на магистра . После пребывания в Италии в 1600/01 году — он отправился в Венецию через Боцен — в 1602 году он стал «бригадиром» Аугсбурга. В 1629 году он потерял должность городского архитектора из-за своих протестантских убеждений. С тех пор его прозвали только «городским геодезистом».
Элиас Холл женился на Марии Буркхарт († 1608) в 1595 году, и у них было восемь детей. От своей второй жены, Розины Райшле († 1635 г.), у Холля было 13 детей, некоторые из сыновей которых также учились и практиковали строительное и ювелирное дело.

## Смерть

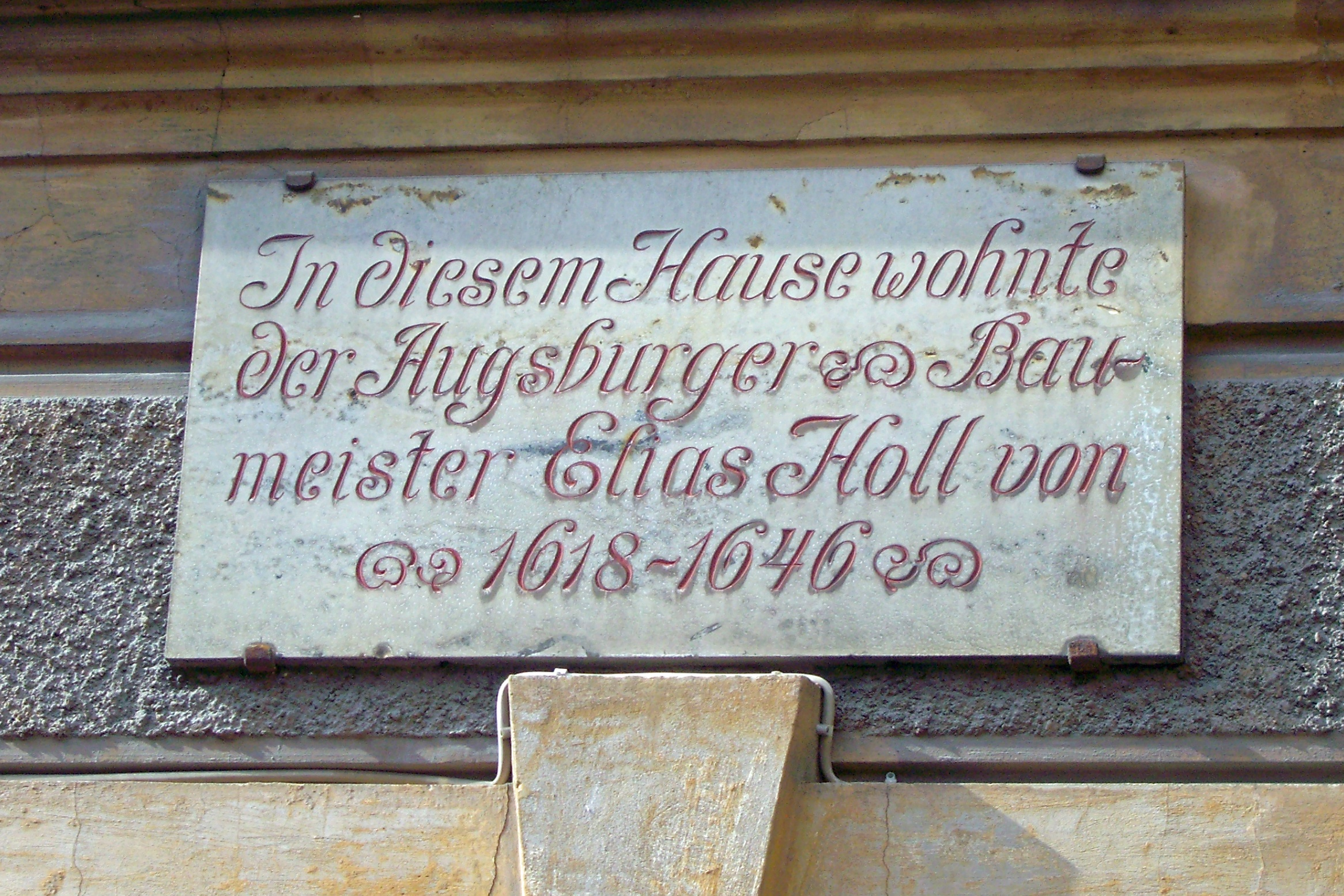
Мемориальная доска на жилом доме по адресу Kapuzinergasse

Холль умер на Kapuzinergasse, 14, менее чем в 500 метрах по прямой от места своего рождения. Его могила находится на Протестантском кладбище в Аугсбурге. Могильная плита из красного мрамора позже была установлена на южной лестнице ратуши.
Бюст Холля выставлялся в Зале славы Мюнхена.

## Память
В его честь площадь за ратушей Аугсбурга была названа Элиас-Холль-Плац . В 1968 году на этом месте был установлен памятник Элиасу Холлю в виде обелиска.

## Работы

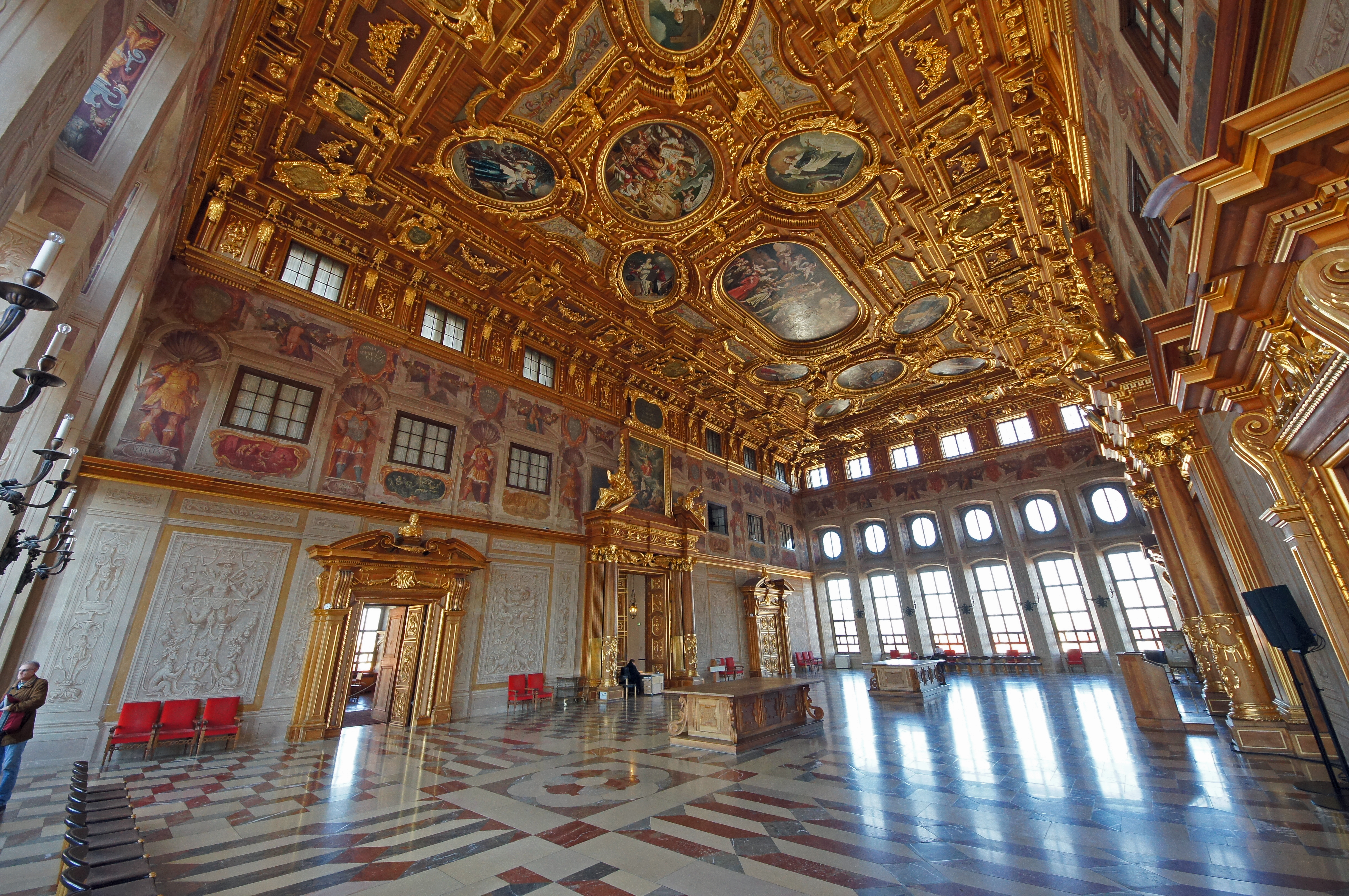
Золотой зал Аугсбургской ратуши

Основная работа Холля — Аугсбургская ратуша (1615—1620) с Золотым залом в стиле позднего ренессанса, которая была создана в рамках его программы обновления города и из-за своей высоты также заставила его добавить ещё одну историю. в соседнюю Перлахтурм, (1614—1616). Ратуша высотой 57 метров была самым высоким светским зданием в Германии до 1917 года.
Предполагалось, что большинство работ Холля, написанных в период перед ратушей, были просто набросками двух художников Джозефа Хайнца Старшего. Э. (с 1597 — эпизодически в Аугсбурге) и Маттиас Кагер (с 1603 в Аугсбурге). Оба, безусловно, внесли значительный вклад в распространение итальянских форм чинкученто на юг Германии и в Аугсбург, но их фактический вклад в работу Холла неясен. Разбираясь со своим стилем, Холл постепенно нашел свой, по большей части вполне трезвый формальный язык.
Здания Холля образуют значительную часть исторического старого города Аугсбурга: оружейный склад (1602—1607 гг.), Вертахбрукер Тор (1605 г.) и Штадтметцг (1609 г.), гимназия возле Святой Анны (1613 г.), новое здание (1614 г.), красные ворота (1622 г.) и Heilig-Geist-Spital (1626—1631, сегодня резиденция Augsburger Puppenkiste), а также литейный зал в сегодняшнем Институте А. Б. фон Штеттена — это лишь некоторые из его зданий, которые все ещё существуют или были перестроены.
Кроме того, Холль выполнил проекты церкви Троицы в Хаунсхайме в 1606 году и в 1608 году для Геммингенбау в Виллибальдсбурге в Айхштетте. Он также разработал план дворца Шварценберг (1608—1618).

## Выставки
Элиасу Холлю в его родном городе были посвящены три большие выставки:
- 1946 г., к 300-летию со дня смерти в Шацлерпале.
- 1973 г., к 400-летию со дня рождения Гольбейнхауса.
- 1985 г. к 2000-летию города в ратуше.

С 17 июня по 17 сентября 2023 года город отмечает 450-летие со дня рождения архитектора выставкой «Мастер — Работа — Город» в Музее Максимилиана; она будет включать почти 350 экспонатов.